# バル公領

バル伯領/公領
Grafschaft (Herzogtum) Bar（de）
Comté (Duché) de Bar（fr）

1477年のフランス。バル公領はドイツとの国境に見られる。

バル伯領（仏：Comté de Bar, 独：Grafschaft Bar）、のちバル公領（仏：Duché de Bar, 独：Herzogtum Bar）は、神聖ローマ帝国とフランス王国の両方に臣属していた公爵領（伯爵領）。959年に成立し、現在のフランス領ムーズ県の県都バル＝ル＝デュックを首都とした。1766年、ロレーヌ公国とともに最終的にフランスに併合された。

## 歴史
バル伯は10世紀中葉に神聖ローマ帝国に従属するようになった。最初のバル伯家はアルデンヌ家から分かれた上ロレーヌ公国の支配者であり、バル伯の居城としてバル＝ル＝デュックを選んだ。アルデンヌ家出身の上ロレーヌ公の男系はフレデリック3世の死により絶えたため、姉のソフィーがバル女伯を継いだ。ソフィーはモンベリアル伯ルイ (fr) と結婚し、以後はモンベリアル家（スカルポン家）がバル伯爵位を受け継いでいった。
12世紀末から13世紀初頭にかけての伯爵ティボー1世はフランス王フィリップ2世オーギュストの同盟者であり、その息子アンリ2世も1214年のブーヴィーヌの戦いで目覚ましい働きをした。しかしバル伯は時としてフランス王権に武力をもって刃向かうこともあった。アンリ2世の孫アンリ3世は、1301年に妻エレオノールの父であるイングランド王エドワード1世と同盟を結んだため、フランス王フィリップ4世に武力で屈服させられた。アンリ3世伯はマース川以西の領地の一部をフランス王に封土として差し出したため、この時よりバル伯はマース川以西の領土においてはフランス王に臣属し、それ以外の領土においては神聖ローマ帝国に臣属する二重の臣属状態となった。
1354年、伯爵ロベール1世はフランス王ジャン2世の娘マリーと結婚した際、妻の叔父である神聖ローマ皇帝カール4世よりポンタ＝ムッソン侯爵の称号を与えられ、またバル公爵に昇爵した。これ以後バル公爵の世継はポンタ＝ムッソン侯爵と呼ばれるようになる。ロベール1世の後継者エドゥアール3世は、1415年にアジャンクールの戦いで討ち死にした。
エドゥアール3世の弟で後を継いだルイ1世は枢機卿であるため子供がなく、姉ヨランドの孫でロレーヌ女公イザベルと結婚していたルネ・ダンジューにバル公領を相続させた。こうして、バル公領は再びロレーヌ公国と同君連合になった。1634年にロレーヌがフランスに併合された際、バル公領もまたフランス王領の一部となった。バル公領は1737年にポーランドの元国王スタニスワフ・レシチニスキが1代限りのロレーヌ公となった際にその領土の一部となり、1766年のスタニスワフの死後は再びフランスに併合された。

## バル伯
アルデンヌ家
- 959年 - 978年 フレデリック1世（ロレーヌ公）
- 978年 - 1026/1027年 ティエリー1世（ロレーヌ公）
- 1026/1027年 フレデリック2世（ロレーヌ公）
- 1026/1027年 - 1033年 フレデリック3世（ロレーヌ公）
- 1033年 - 1093年 ソフィー

モンベリアル（スカルポン）家
- 1093年 - 1105年 ティエリー2世（モンベリアル伯ティエリー1世）
- 1105年 - 1150年 ルノー1世
- 1150年 - 1170年 ルノー2世
- 1170年 - 1189年 アンリ1世
- 1189年 - 1214年 ティボー1世
- 1214年 - 1239年 アンリ2世
- 1239年 - 1291年 ティボー2世
- 1291年 - 1302年 アンリ3世
- 1302年 - 1337年 エドゥアール1世
- 1337年 - 1344年 アンリ4世
- 1344年 - 1352年 エドゥアール2世
- 1352年 - 1354年 ロベール1世

## バル公
モンベリアル（スカルポン）家
- 1354年 - 1411年 ロベール1世
- 1411年 - 1415年 エドゥアール3世
- 1415年 - 1431年 ルイ1世

ヴァロワ＝アンジュー家
- 1431年 - 1480年 ルネ・ダンジュー（ナポリ王、ロレーヌ公）
- 1480年 - 1483年 ヨランド・ダンジュー（ロレーヌ女公）

ロレーヌ＝ヴォーデモン家（ロートリンゲン家）
- 1483年 - 1508年 ルネ2世（ロレーヌ公）

以後、バル公位はロレーヌ公に属した。

## その他
- 1929年、上記ロレーヌ公ルネ2世の男系子孫で、当時は祖国のオーストリア＝ハンガリー帝国から亡命していたオットー・フォン・ハプスブルクは、ブリュッセル近隣にあるベルギー王室から貸し与えられた[1]シュテーノッケルゼール（オランダ語版）のハム城で暮らすようになった。オットーはここでは「ハプスブルク」の称号ではなく、ロートリンゲン家から受け継いできた先祖伝来の「バル公爵/バール公爵」を名乗った[2]。この称号は現地のベルギーの人々から好意的に受け止められた[2]。そして、ベルギーのルーヴェン・カトリック大学で大学時代を過ごした[3]。